# Tavole di Pitsà
Le tavole di Pitsà sono un gruppo di tavolette votive in legno risalenti al VI secolo a.C. trovate in una caverna nei pressi del villaggio di Pitsà, nelle vicinanze di Sicione in Grecia, nel 1935. Mentre sono stati trovati numerosi esemplari di pinakes in altri materiali, principalmente terracotta, ma anche in bronzo e oro, queste sono un esempio unico di pittura su tavolette in legno della Grecia antica.
Sono conservate presso il Museo archeologico nazionale di Atene.

## Tecnica
Le tavole sono sottili pannelli in legno di cipresso, coperti di gesso e dipinte a tempera, i cui colori brillanti si sono sorprendentemente ben conservati. I colori sono stati usati come riempimento delle linee di contorno delle figure, senza ombreggiature o graduazioni di alcun tipo. Il buon stato di conservazione è dovuto al deposito di cristalli di calcare sulla superficie e ad una frana che bloccando l'ingresso della caverna ha impedito l'ingresso dell'aria.
La maggior parte dei dipinti più antichi sono affreschi o pitture su ceramica, ma è noto che la pittura su tavola era tenuta in maggior riguardo. Solo pochi esemplari sono sopravvissuti fino ai nostri giorni e i miglior dipinti su tavola antichi sono i Ritratti del Fayyum e il Tondo severiano, di epoca romana. Le tavole di Pitsà sono di gran lunga il più antico esempio di questa tecnica ad essere sopravvissute e l'unico della pittura su tavola greca.

## Descrizione

### Tavoletta A
La prima tavoletta mostra un corteo sacrificale. La processione è arrestata di fronte ad un altare posto sulla destra e sotto a cui è acceso un fuoco. A fianco dell'altare una donna regge con la sinistra un disco di terracotta su cui sono posti gli strumenti sacrificali, una pisside al centro e due oinochòai (vaso) ai lati, mentre con la destra regge la prochòos (brocca) per la libagione. La donna indossa un peplo dorico senza maniche sopra a un himàtion ed è incoronata con un ramo di mirto. La segue immediatamente un ragazzo (probabilmente uno schiavo) che conduce la vittima sacrificale, una pecora legata con una corda rossa. Il ragazzo indossa un himàtion rosso ed è anch'esso coronato di mirto. Seguono quindi due musici, il primo suona una lira a sette corde e il secondo un aulòs (flauto). Chiudono la processione tre donne che portano rami fronzuti. Le prime due indossano un peplo azzurro con himàtion rosso, mentre l'ultima è completamente avvolta dall'himàtion. Secondo un’altra interpretazione, la pinakes potrebbe mostrare qualcosa di simile al quincunxes romano e Cristiano romano poi, che spesso infatti è rappresentato da un tempietto aperto, come da porte che rappresentano i diversi accessi, e quindi articolato che si sviluppa più tardi nel nartece (cattedrale di San Marco a Venezia) e che risale metaforicamente al Mammisi egizio forse, ma certamente sviluppatosi in scuole, in un tempo in cui la Grecia sosteneva la partecipazione pubblica, politica e l’istruzione femminile: una sorta di lustro che motiva il percorso formativo, un percorso che attinge alla scolarizzazione necessaria alla donna, che restituisce la vocazione dello studio, completato con un gesto votivo, sulla stregua di un giuramento dottorale, a Poseidone. Procedendo quindi per diversi gradi esemplificati dalla grandezza della figura e dall’oggetto: la pecora con il laccetto rosso indicante lo stato febbrile, le pulsioni, il focolare domestico, per elementare; la musica che rappresenta anche la scrittura, la poesia, la coralità, l’orchestralità e la pittura (sempre che non sia veramente un flauto), che è conoscenza delle forme della rappresentazione e atteggiamento previsionale, quindi per l’interpretazione e il disegno; per completezza la formazione superiore, infatti le due figure sulla sinistra portano i nastri celebrativi per designare la conclusione di possibili periodi di formazione superiore e accademica, fino quindi a chiudere in modo circolare, con l’obiettivo innanzi ai portici di una accademia, con il voto a Poseidone, sulla stregua di un giuramento accademico dottorale. Ciò sarebbe confermato dalla presenza di opere miste su terracotta, che raffigurano donne in armi, con scudi di una certa importanza, tondi e in posa simbolica, interpretabile come rappresentazione simbolica della difesa del popolo. 
Sulla tavoletta sono ancora visibili parte di alcune iscrizioni in Dialetto dorico, scritte nell'antico alfabeto corinzio, sono sopravvissute: sopra alle donne è scritto il loro nome (Ethelonche è l'officiante vicina all'altare, il nome della seconda donna non è leggibile, mentre le ultime due sono Euthydika e Eukolls). Un frammento di frase incompleto ἀνέϑεκε ταῖς νύμϕαις dedica l'offerta alle ninfe, mentre in alto a destra un altro frammento o Κορίνϑιος conteneva probabilmente il nome dell'autore della tavoletta. In base a vari elementi, tra cui lo stile di pittura, la forma dei vasi che compaiono nel quadro e lo stile delle iscrizioni si può datare la tavoletta al 540-530 a. C.

### Tavoletta "B"
La seconda tavoletta risale allo stesso periodo della prima. Rappresenta tre donne, probabilmente le ninfe stesse, che indossano un chitone e sono avvolte in un himatiòn purpureo. Delle figure sono rimasti solo i corpi e le estremità dei piedi. La tavoletta è stata datata allo stesso periodo della prima.

### Tavoletta "C"
La tavoletta misura 12,8×19,3 cm. ed è conservata solo parzialmente. Mostra tre donne di cui si vede solo il corpo, ma non la testa, né i piedi. La donna di destra indossa un chitone bianco con un himàtion dal bordo scuro punteggiato di bianco, quella di sinistra un chitone azzurro con un himàtion rosso. Un'iscrizione sul chitone della donna di sinistra né riporta probabilmente il nome, ma non è sufficientemente chiara da essere leggibile. Il dipinto è datato all'ultimo quarto del VI secolo a.C.

### Tavoletta "D"

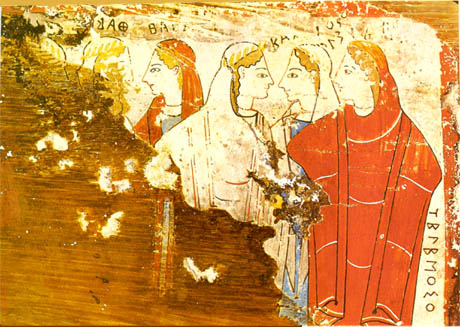
Il quarto pannello di Pitsà

La tavoletta misura 32×15 cm, ma pur essendosi conservato tutto il pannello, è sopravvissuta solo la parte superiore destra del dipinto. Il disegno mostra due gruppi di tre donne ognuno, di cui ci restano solo le teste e il corpo di quello di destra e parzialmente le teste di quello di sinistra. Questo dipinto può essere datato verso la fine del VI secolo a.C. o l'inizio del V secolo a.C.

## Funzioni e contesto
Le tavolette sono offerte votive connesse al culto rurale delle ninfe, all'epoca diffuso in tutta la Grecia. Stilisticamente e tecnicamente rappresentano probabilmente un esempio di bassa qualità delle pitture dell'epoca. Queste, così come altri riferimenti in altri santuari greci (per esempio Epidaurus) indicano che le tavolette di Pitsà sono delle tavolette votive usate dalla parte più povera della popolazione. Queste semplici tavolette votive potrebbero essere state molto numerose, ma il fatto che fossero realizzate in materiali semplici e deperibili ha portato alla loro quasi completa scomparsa, al contrario delle tavolette in materiali più preziosi e durevoli, come pietra, bronzo o metalli preziosi.